# Маркарян, Рубен Амбарцумович
Рубен Амбарцумович Маркарян (арм. Մարգարյան Համբարձում Ռուբեն; 1896, Шуша, Елизаветпольская губерния, Российская империя — 16 мая 1956) — деятель советских спецслужб, генерал-лейтенант (09.07.1945, переаттестация с комиссара ГБ 3-го ранга). Член ВКП(б).
Депутат Верховного Совета СССР (1946, 1950).

## Биография
Окончил 2 класса армянской духовной семинарии в Шуше в 1911. Курьер частного магазина братьев Сааковых и Джанумовых, в Баку (02.12-10.12); телефонист, контролёр водяных счётчиков при а/о «Куринская вода», Баку (10.12-08.15).
В армии: рядовой 222 запасного пехотного батальона, Александрополь (08.15-02.16); рядовой 17-го Кавказского пехотного полка 5-й Кавказской стрелковой дивизии, Тифлис (02.16-02.18).
В РККА: инструктор 24 Кавказского красного пехотного батальона, Баку (02.18-09.18); не работал, Баку, Шуша 09.18-05.20; переписчик, казначей уездного военкомата, Шуша (05.20-12.21).
В органах ЧК-ОГПУ-НКВД-МВД: уполномоченный политбюро ЧК Шушинского уезда 12.21-1923; уполномоченный, помощник начальника СОЧ, заместитель начальника политбюро ЧК Нагорно-Карабахской автономной области, Степанакерт 1923-01.26; уполномоченный ГПУ в Гянджинском уезде АзССР 01.26-09.29; помощник начальника Агдамского окружного отдела ГПУ по СОЧ, АзССР 09.29-11.30; начальник Бардинского райотдела ГПУ, г. Барда АзССР 11.30-20.02.32; начальник Нагорно-Карабахского областного отдела ГПУ, Степанакерт 20.02.32-10.07.34; начальник УНКВД Нагорно-Карабахской АО 13.07.34-05.35; начальник отделения ОО УГБ НКВД АзССР 05.35-12.36; начальник 4 отделения 3 отдела УГБ НКВД АзССР 12.36-11.08.37; начальник 7 отделения 3 отдела УГБ НКВД АзССР 11.08.37-28.05.38; начальник 4 отделения 3 отдела УГБ НКВД АзССР 28.05.38-31.07.39; заместитель наркома внутренних дел АзССР 31.07.39-04.41; заместитель наркома государственной безопасности АзССР 04.41-07.08.41; заместитель наркома внутренних дел АзССР по оперативной работе 07.08.41-07.05.43; в резерве отдела кадров по 1 управлению НКВД СССР (в командировке) 01.10.41-01.05.42; нарком-министр внутренних дел Дагестанской АССР 07.05.43-07.08.53; в распоряжении управления кадров МВД СССР 13.08.53-07.09.53; уволен 07.10.53 по возрасту.
Пенсионер, Махачкала с 10.53. Арестован 26.01.55, приговорён Верховной коллегией Верховного Суда СССР на процессе по делу М. Д. Багирова 26.04.56 по ст. 63-2, 73 УК АзССР к высшей мере наказания. Расстрелян 16.05.56. Не реабилитирован.

## Звания
- ст. лейтенант ГБ (13 января 1936 г.);
- майор ГБ (25 марта 1939 г.);
- старший майор ГБ (12 июня 1942 г.)
- комиссар ГБ (14 февраля 1943 г.)
- комиссар ГБ 3-го ранга (11 января 1945 г.)
- генерал-лейтенант (09 июля 1945 г.)

## Награды
- орден Ленина (12.11.1945);
- три ордена Красного Знамени 20.09.1943, 03.11.1944, 30.01.1951);
- орден Кутузова 2 степени (08.03.1944)[2];
- орден Отечественной войны 1 степени (12.11.1945),
- два ордена Трудового Красного Знамени (27.04.1940, «в ознаменование 20-й годовщины освобождения Азербайджана от ига капитализма и установления там советской власти, за успехи в развитии нефтяной промышленности, за достижения в области подъёма сельского хозяйства и образцовое выполнение строительства Самур-Дивичинского канала»; 12.03.1950);
- орден «Знак Почета» (26.04.1940);
- орден Трудового Красного Знамени АзССР (№ 152) (14.03.1932);
- медали;
- знак «Почётный работник ВЧК-ГПУ (XV)» (22.02.1936).